# Reventazón (Parismina)
Cet article concerne le cours d'eau du Costa Rica. Pour le district de Reventazón au Costa Rica, voir Reventazón (Costa Rica).
Le Reventazón est une rivière du Costa Rica, affluent important du Parismina.

## Géographie
La longueur maximale de la rivière est de 180 km – mais 125 km est également cité. Elle commence moins de 10 km au sud-est de Cartago avec la confluence de la rivière Agua Caliente et de l'Orosí (en), avec la ville d'Orosí (en) immédiatement au sud de cette confluence. Cet endroit est dans la frange orientale de la vallée centrale du Costa Rica, entre la cordillère centrale du Costa Rica au nord (avec le volcan Irazú à quelque 20 km au nord) et les montagnes du parc national Tapanti (en) – avec le Cerro de la Muerte (en) – au sud.
La rivière coule ensuite vers le nord-est et vers Turrialba, rejoint les plaines côtières à l'est et conflue avec le Parismina.
Son bassin de drainage a une surface de 2 950 km2, soit 5,2 % du territoire national ; et son altitude va du niveau de la mer à 2 800 m.

### Districts
Les districts traversés ou longés sont, d'amont en aval :
Orosí (en) (canton de Paraíso), 
Paraíso (en), 
Cachí (en) (canton de Paraíso), 
Santiago (es) (canton de Paraíso), 
Juan Viñas (es) (canton de Jiménez), 
Tucurrique (en) (canton de Jiménez), 
Turrialba, 
Pejibaye (en) (canton de Jiménez), 
La Suiza (en) (canton de Turrialba), 
Pavones (en) (canton de Turrialba), 
La Isabel (en) (canton de Turrialba), 
Santa Teresita (canton de Turrialba), 

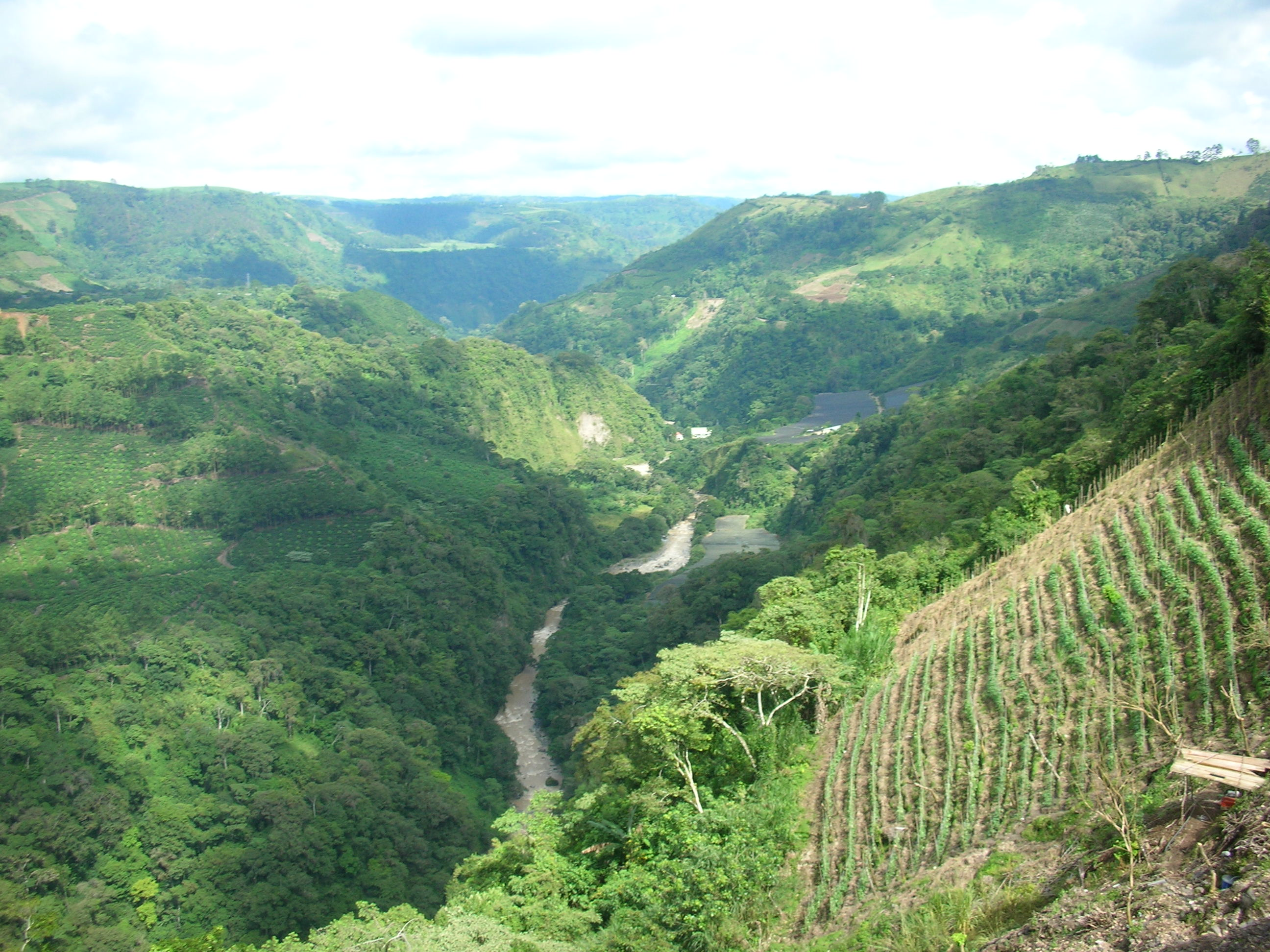
Vallée profonde en amont

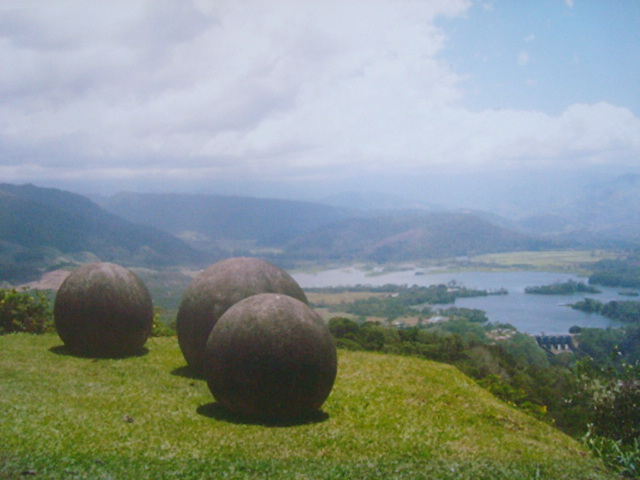
Sphères díquis en pierre surplombant le réservoir d'Angostura

Peralta (canton de Turrialba),
Tres Equis (en) (canton de Turrialba),
Florida (en) (canton de Siquirres),
Siquirres,
El Cairo (en) (canton de Siquirres),
Reventazón (canton de Siquirres).

### Régime des pluies sur le bassin versant
Le Reventazón coule sur le versant nord-est des monts élevés, et donc sur des pentes qui sont orientées à angle droit avec les alizés ; pour cette raison, les pluies y tombent avec le plus d'abondance et donc le débit de ces cours d'eau ainsi orientés est proportionnellement plus élevé que celui des cours d'eau orientés différemment. Le Reventazon déverse ainsi une quantité d'eau beaucoup plus forte que ne le laisse présager la faible longueur de son cours. C'est aussi le cas du San Juan, qui est dans un bassin versant différent mais se trouve sur le même versant pluvieux.
De plus, il se trouve sur le versant Atlantique de l'écoulement des eaux. Elisée Reclus note en 1891 que le versant Pacifique est moins pluvieux et a une saison sèche (en janvier, février et mars), qui ne se trouve pas sur le versant Atlantique où « on peut dire que la saison des pluies dure toute l'année » ; mais il note aussi qu'il y a un certain rythme car « quand le soleil est au zénith, les pluies sont les plus abondantes  : la chute annuelle de pluie s'élève à 3 mètres au moins dans les bassins du Reventazon et du Colorado ».

### Les réservoirs
Le réservoir de Cachi (en) est sur les districts de Orosí (en), Paraíso (en) et Cachí (en). Il est sujet à l'eutrophisation mais ne montre pas d'anoxie dans ses couches les plus profondes (hypolimnion).
Le réservoir de l'Angostura est sur les districts de Turrialba, Pejibaye (en) (canton de Jiménez) et La Suiza (en) (canton de Turrialba). Angostura doit son nom à ce qu'elle est située à un rétrécissement de la vallée du Reventazon.
Le réservoir de Reventazón (voir aussi Barrage de Reventazón) est sur les districts de Florida (en) et Siquirres.

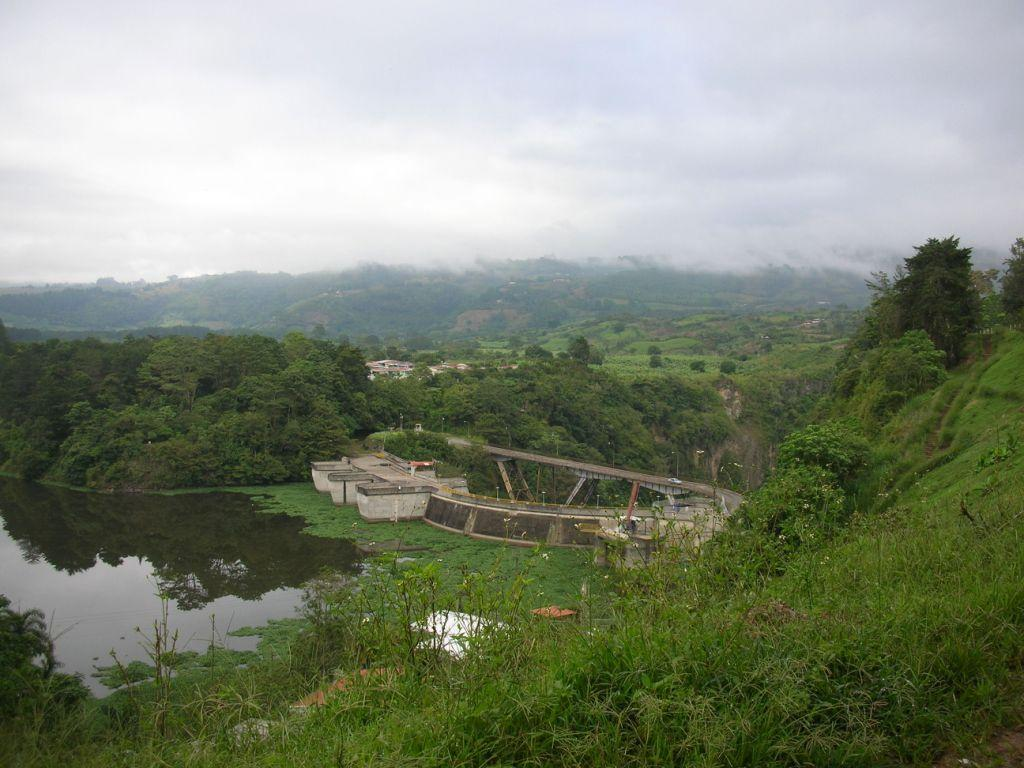
Barrage du réservoir de Cachí
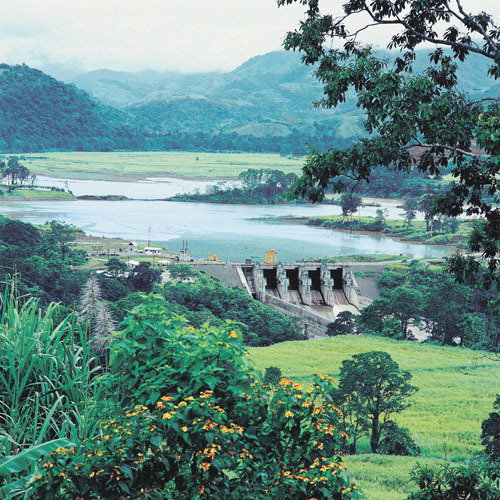
Réservoir d'Angostura
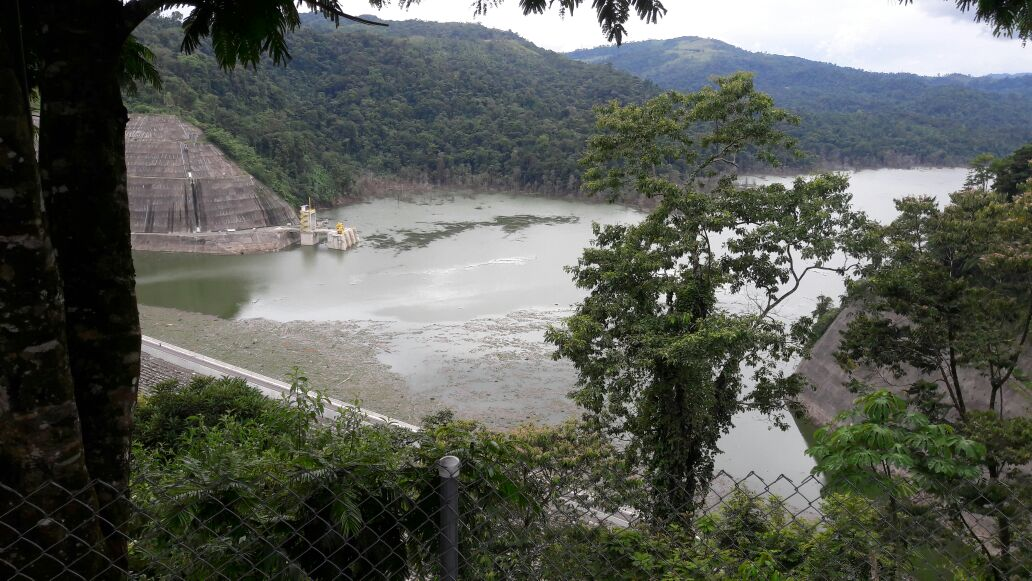
Réservoir de Reventazón

### Les affluents
(rg= rive gauche : rd = rive droite)

D'amont en aval :
- Púcares (rg)
- Loaiza (rd), conflue dans le réservoir de Cachí
- Oro (rd), conflue dans le réservoir de Cachí
- Zapote (rd), conflue dans le réservoir de Cachí
- Páez (rg), conflue dans le réservoir de Cachí
  - Parruás (rg) (appelé en amont le Quemadas puis le Paso Real)
    - Quebrada
    - Regado
- Sordi (rd)
  - Naranjo
- Birris (rg)
- Quebrada Mesas (rg)
- Quebrada Honda (rg)
- Pacuarito
- Chiz (rg)
- Pejibaye (rd)
  - Taus
    - Perlas

  - Humo
  - Gato
  - Las Vueltas
  - Jurai
- Atirro (rd), conflue dans le réservoir d'Angostura
- Tuis (rd)
- Turrialba (rg)
  - Playas
  - Coliblanco
  - Quebrada Zetillal
  - Jesus María
  - Colorado
  - Aquiares
  - Azul
- Izarco (rd)
  - Izarquito
- Guayabo (rg)
- Lajas (rg)
- Torito (rg)
- Chitaria (rd)
- Cacao (rd)
- Colina (rg)
- Calvario (rd)
- Bonilla (rg), conflue à l'entrée du réservoir de Reventazón
- Roca (rg), conflue dans le réservoir de Reventazón
  - Blanco
- Quebrada Cangrejo (rd)
- Peje (rg) (dont lac du Peje)
  - Cairo[3]
- Quebrada Corona (rd)

### Géologie
Selon Élisée Reclus, la basse vallée du Reventazón près de la côte (comme celle du Garita sur la côte ouest) est parsemée de centaines de petits monticules d'environ 10 m de haut sur environ 200 m de circonférence, d'où s'échappe du bitume naturel liquide, souvent mélangé à de la saumure, et qui se solidifie une fois sur le sol. 
.

## Économie

### Fourniture d'eau
Dans sa partie amont, la rivière fournit 25% de l'eau potable de la zone métropolitaine de San José, la plus grosse concentration d'habitants du Costa Rica. 
Les 2/3 amont du bassin irriguent 85 % de la production de pommes de terre et d'oignons, abreuvent 33% du bétail et permettent la fabrication de la moitié du ciment national.

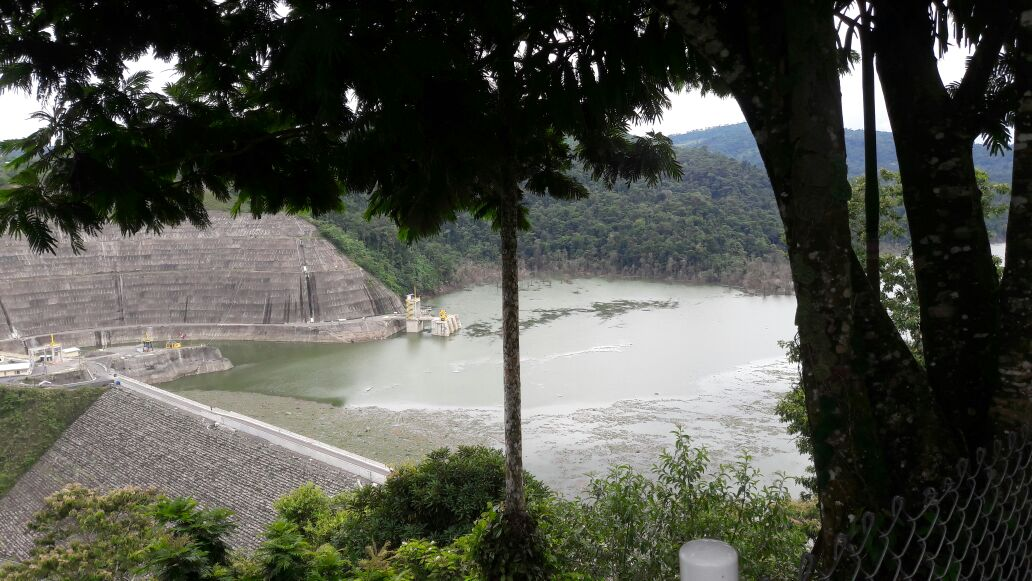
Barrage de Reventazón

### Génération d'électricité

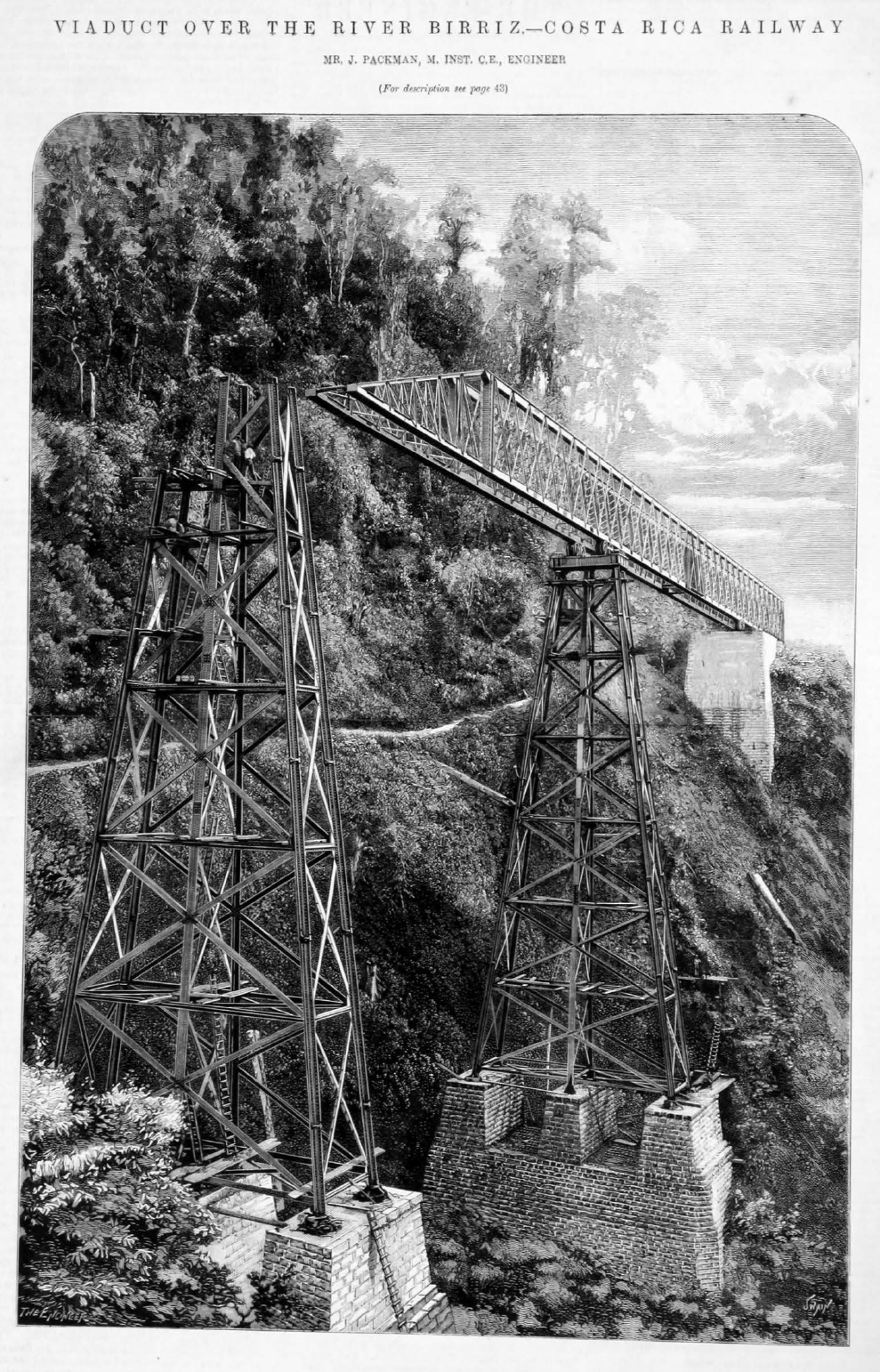
Le pont en construction sur le Birriz (1890 ou 1891)

L'article 13 de la loi L-1657 du 10 novembre 1952 établit une « zone nationale de réserve d'énergie hydraulique » (zona nacional de reserva de energía hidráulica) couvrant la totalité du bassin versant du Reventazón (donc y compris tous ses affluents), depuis les sources jusqu'au pont du chemin de fer de l'Atlantique au point appelé La Junta, près de Siquirres (c'est le pont juste en aval de celui de la route no 32 (en) reliant Limón, Siquirres, Guácimo, Guápiles et son aéroport (en), et San José). Le même article stipule qu'à partir de cette date, aucune concession hydraulique n'est conférée dans cette zone si elle risque de gêner un quelconque aspect de la génération d'électricité. Et l’article 12 de la même loi donne 2 ans 1/2 à l'institut costaricien d'électricité (ICE) pour présenter toutes les études techniques et les plans de construction de la première centrale dans cette zone : tout doit être prêt pour commencer à construire.
La rivière génère une quantité d'électricité importante pour le pays, grâce à trois réservoirs : réservoir de Cachí (en) (centrale de 100,8 MW)[réf. nécessaire], réservoir d'Angostura (centrale de 177 MW)[réf. nécessaire] et réservoir de Reventazón (centrale de 305,5 MW). Le barrage de Reventazón a été inauguré le 16 septembre 2016.
Sur la partie haute de son cours, trois centrales hydroélectriques ont été construites (Cachí, La Joya et Angostura) ; celle du réservoir de Reventazón est dans la partie médiane de son cours.
La centrale de la Joya, ou « Casa de Máquinas Planta Cachí, ICE », mérite une mention particulière. 
Elle se trouve en rive droite du Reventazón, sur Tucurrique (en) dans le cantón de Jiménez.
Elle a été construite en trois ans sous l'égide de l'Unión Fenosa et mise en service en 2006,.
C'est la première centrale hydroélectrique du pays à utiliser l'eau à partir d'un tunnel artificiel (technologie TBM pour Tunnel Boring Machine), creusé sur 8 km ; elle est une référence mondiale pour l'emploi de cette technologie dans un substrat de roches volcaniques. L'eau vient de la centrale de Cachí en amont, et la Joya produit 50MW d'électricité. En juillet 2023, elle est passée dans les mains du groupe ICE (Instituto Costarricense de Electricidad),.

### Tourisme et sport
La rivière est réputée pour le rafting, en particulier pour le rafting en eaux vives avec des rapides de classe 2 et 3 dans la section de Florida (en),. En 1991, les épreuves internationales du Projet RAFT, prélude au championnat du monde de rafting, se sont déroulées sur le Reventazón et sur le Pacuare. Puis vient le « Camel White Water Challenge » (CWWC), dont les organisateurs choisissent encore le Reventazón pour les épreuves en 1998. La même année, la rivière héberge aussi le championnat du monde. En février 2021, c'est encore là que se déroulent les épreuves nationales de sélection pour le championnat du monde à L'Argentière-la-Bessée. Toutefois le nombre de centrales hydroélectriques sur son cours a considérablement diminué la valeur du tourisme sportif de la rivière en général ; du propre aveu de la banque qui a financé la construction du barrage de Reventazón, la section Florida tant prisée pour le rafting ne sera plus appropriée pour ce sport.
Son affluent le Pejibaye est lui aussi bien connu des amateurs de rafting et est régulièrement le cadre de compétitions, comme par exemple la première série du championnat national en 2023.
Le Turrialba passe à travers la ville de Turrialba, qu'il a inondée en 2021 lors d'un épisode de débordement extrême. On peut y faire du kayak, mais ce n’est pas très fréquent. Il y a une belle cascade à environ une heure de la ville. Un de ses affluents, le Jesus Maria, arrose le village d'Aquiares où l'on trouve la plus ancienne plantation de café du pays – et la belle cascade d'Aquiares.

## Ouvrage classé: le pont ferroviaire sur le Birris
Ce pont fait partie de la ligne de Reventazón à Cartago qui court sur environ 75 km et doit desservir une riche campagne notée pour sa canne à sucre et des mines de cuivre non encore exploitées faute d'accès même pour les mules. Cette ligne doit avoir 45 grands ponts et 88 petits ponts ; parmi ceux-ci se trouve le viaduct de Birriz de 600 pieds (182,88 m) de long, avec quatre travées de 152 pieds (46,33 m) de portée chacune, supporté par des piles en fer, et à 200 pieds (60,96 m) au-dessus de l'eau pour sa plus grande hauteur. James Livesey et Fils sont les ingénieurs en chef pour cette ligne ; ils dessinent le pont de Birriz, qui est achevé au plus tard en juin 1891 car L'administrateur général des chemins de fer de Costa Rica H.A. Denne instaure quatre trains à prix réduit tous les dimanches à partir du 5 juillet 1891, “pour l'opportunité de voir le grand pont de Birriz et le paysage splendide de Reventazón”. L'hebdomadaire The Engineer du 4 et du 11 août 1893 consacre un article illustré au pont de Birriz, dont la conception présente plusieurs nouveautés expliquées en détail dans The Engineer du 4 août 1893 ; le même numéro précise aussi que le pont a été construit en Angleterre par la compagnie de Jonathan Packman, et le montage sur place réalisé par Westwood, Baillie et Co, de Poplar Yard,  London ; le constructeur contractant pour la ligne étant Minor C. Keith.

## Environnement
Le relief irrégulier et très variable du bassin versant inclut 10 zones de vie. Le sud reçoit de fortes précipitations (7 000 mm), le nord est comparativement beaucoup moins humide (1 500 mm) – le ruissellement combiné est de 2 614 mm. Une telle variété de milieux implique une grande variété d'espèces terrestres autant qu'aquatiques : 33 % des espèces du Costa Rica se retrouvent dans le bassin du Reventazón, avec un total de 501 espèces répertoriées en 2011. Pour presque tous les groupes d'espèces, la plus grande diversité a été trouvée dans la partie médiane du bassin – mais ceci peut être dû à ce que les plus grands efforts ont porté sur cette zone à cause de la construction du réservoir de Reventazón, en cours pendant la période de collecte et d'étude faunique. De plus, la nature même des travaux de construction en cours a favorisé la découverte d'espèces habituellement difficiles à rencontrer.
84 espèces de poissons ont été recensées au total dans le bassin du Reventazón, dont 22 espèces marines qui ne se trouvent que dans l'estuaire. Cet estuaire et le bas Reventazón présentent le plus de diversité d'espèces. C'est aussi la partie du système qui n'est pas sectionnée par des barrages ; elle reçoit les retombées des nettoyages annuels des réservoirs, mais des mesures sont prises pour réduire les dépôt de sédiments, ce qui diminue l'impact sur la biodiversité. Le bassin moyen (29 espèces) et le bassin supérieur (19 espèces) sont moins riches en diversité, affectée par la baisse de température de l'eau et par la présence de deux barrages et leurs réservoirs respectifs,.
Trois espèces de poissons sont particulièrement importantes pour la nourriture et la pêche sportive (en principe il n'y a pas de pêche commerciale dans ce bassin versant) : 
le mulet bobo (en) (Joturus pichardi), natif du Parismina et une sorte d'icône locale ; le machaca (Brycon guatemalensis (es)) ; et le tepemechín (Agonostomus monticola (es)). L'estuaire abrite des tarpons, très prisés pour la pêche sportive.
Quelque soixante ans après l'établissement d'une « zone nationale de réserve d'énergie hydraulique », suite à des études d'impact environnemental dans le cadre de la construction du barrage du Reventazon – et surtout vu sa taille, le plus grand d'Amérique Centrale –, l'institut costaricien d'électricité (ICE) décide de garder le Parismina libre d'obstacles : à priori il n'y aura pas de barrages construits sur ce fleuve. Dans la même foulée mais un pas plus loin, l'étude environnementale de l'Inter-American Development Bank (la banque qui a avancé une grosse partie de l'argent pour construire le barrage de Reventazón) présente une dépense de 2,66 millions de dollars faite de 2013 à 2015 pour « l'amélioration » (laquelle ou lesquelles ?) du Parismina, comme une compensation adéquate des pertes de biodiversité du Reventazón dues au barrage si ce n'est aux barrages puisque la rivière est vouée à les voir se multiplier.
Le réservoir de Reventazon a coupé une partie du couloir biologique de la cordillère de Talamanca qui relie deux grandes aires protégées : 
en rive gauche, la réserve forestière de la cordillère volcanique centrale (en) ; 
et en rive droite, la zone de protection du bassin hydrographique de la rivière Siquirres (Zona Protectora Cuenca del Río Siquirres). 
La partie de corridor qui a été coupée est le sous-corridor biologique de Barbilla Destierro (SBBD) ; il avait été identifié comme un espace essentiel pour les déplacements des jaguars et de leurs proies entre les aires protégées. La compensation envisagée est de « maintenir la connectivité » à l'entrée du réservoir, côté sud ; c'est-à-dire, en clair, qu'on « compense » en s'engageant à ne rien faire de ce côté-là du réservoir et, plus qu'une espérance, on s'attend fermement à ce que les animaux changent leurs habitudes de transit et contourneront désormais le lac en passant par le sud. « Ne rien faire », ici, signifie ne pas s'engager dans des infrastructures touristiques, dépenser 1,8 M$ sur les trois années 2013 à 2015 pour « aider à protéger cet espace » et s'engager à dépenser 445 000 $/an pour maintenir cette protection.